# Grégory Bourillon
Grégory Bourillon (* 1. Juli 1984 in Laval) ist ein ehemaliger französischer Fußballspieler, der zuletzt bei LB Châteauroux unter Vertrag stand. Er spielte als Verteidiger oder im defensiven Mittelfeld.

## Karriere
Grégory Bourillon stammte ursprünglich von Stade Laval und begann seine Profikarriere 2002 bei Stade Rennes in der Ligue 1, der höchsten Spielklasse in Frankreich. 2007 wechselte er zum Ligarivalen Paris Saint-Germain. Bourillon unterschrieb einen Vertrag bis 2011 und kostete 3,5 Millionen Euro Ablöse. Am 1. Februar 2010 wechselte er zum Ligakonkurrenten FC Lorient. Zur Saison 2014/15 wechselte Bourillon innerhalb der Liga zu Stade Reims. 2019 beendete er seine Karriere.
Bourillon spielte für die französische U-21-Nationalmannschaft und galt in Frankreich als großes Talent.

## Erfolge
- Gewinner der Coupe Gambardella 2003

## Familie
Bourillon hat einen jüngeren Bruder, Yoann, der für SO Romorantin spielte.